# Albaretto della Torre
Albaretto della Torre es una localidad y comune italiana de la provincia de Cuneo, región de Piamonte, con 248 habitantes.

## Evolución demográfica
| Gráfica de evolución demográfica de Albaretto della Torre entre 1861 y 2001 |
|                                                                             |
| Fuente ISTAT - elaboración gráfica de Wikipedia                             |